# Manifestation du 25 août 1968 sur la Place Rouge
La Manifestation du 25 août 1968 sur la Place Rouge a eu lieu pour protester contre l’invasion de la Tchécoslovaquie par le pacte de Varsovie. 

## Description
Huit dissidents se sont alors rassemblés sur la place Lobnoïe, à proximité du Kremlin, pour éviter toute accusation de troubles à l’ordre public. Il s’agissait d’une manifestation non-violente et assise. Cependant, sept manifestants sur les huit ont été rapidement et brutalement arrêtés par la police et le KGB.

## Manifestants
- Larissa Bogoraz
- Konstantin Babitsky (ru)
- Vadim Delaunay
- Vladimir Dremliuga (ru)
- Pavel Litvinov
- Natalia Gorbanevskaïa
- Victor Fainberg
- Tatiana Baeva (ru)

Tatiana Baeva est née en Russie en 1947. Elle est licenciée de son emploi à Institut d’histoire et des archives après la manifestation. Elle part vivre aux États-Unis en 1992 puis revient en Russie. Elle meurt le 5 février 2025.